# Hansi Schmidt

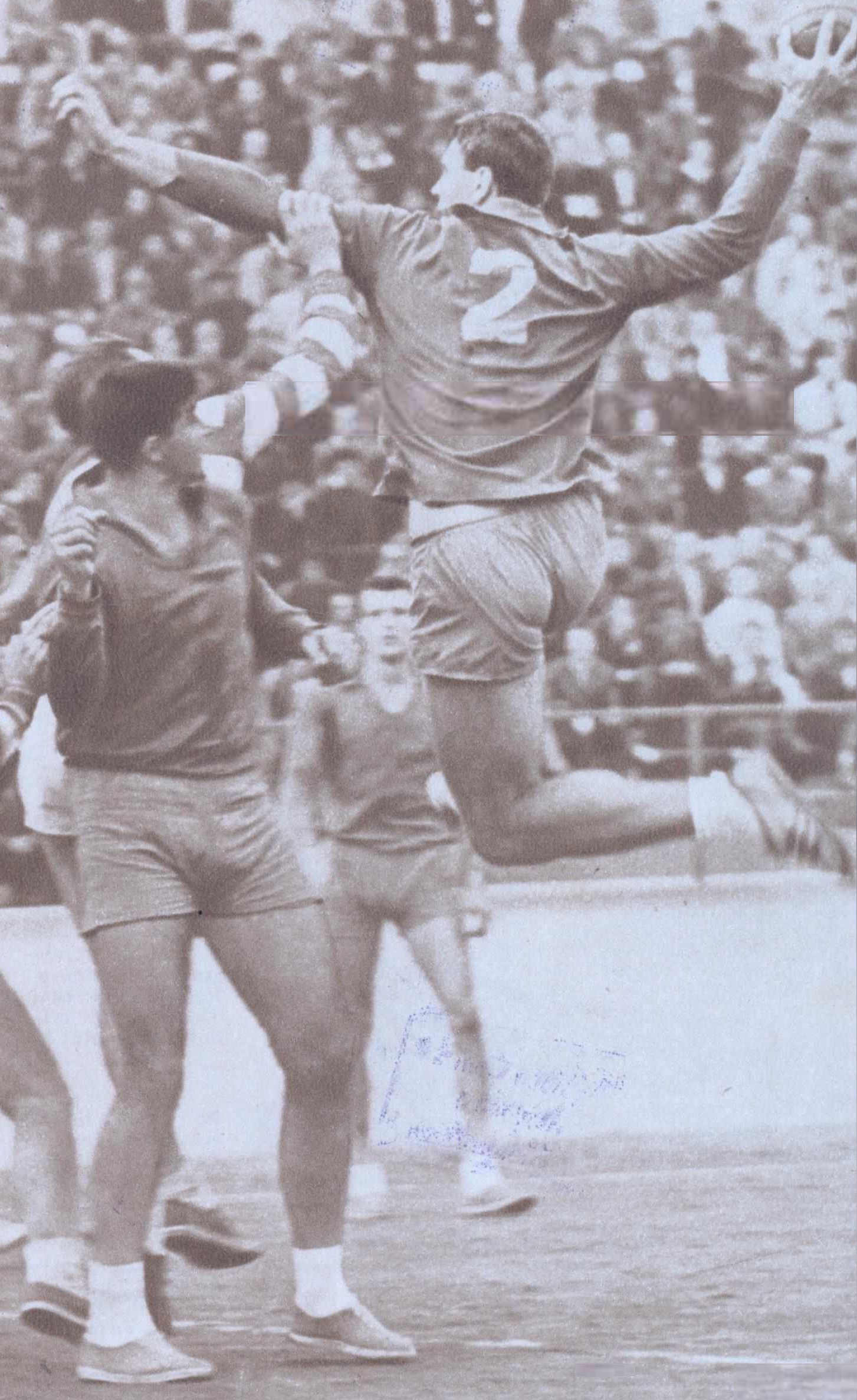
Hansi Schmidt în meciul Steaua-Dinamo (1963)

Hansi Schmidt (n. Hans-Günther Schmidt, n. 24 septembrie 1942, Teremia Mare, Timiș, România – d. 5 februarie 2023, Gummersbach, Renania de Nord-Westfalia, Germania) a fost un handbalist german, născut în România.

## Biografie
A rămas în Germania de Vest la vârsta de 21 de ani, în timpul unui turneu cu echipa națională de tineret a României. Cu VfL Gummerbach a devenit de șapte ori campion german și de patru ori a câștigat Cupa Campionilor Europeni.
După terminarea carierei de jucător, a activat ca profesor de educație fizică.

## Cariera sportivă
- 1959 - 1961 Știința Timișoara
- 1961 - Știința București
- 1961 - 1963 Steaua București
- 1964 - 1976 VfL Gummersbach
- 1976 - 1979 TB Wülfrath
- TV Gelpetal (antrenor)[7]
- 1981 - 1982 TuS Derschlag/Jucător-antrenor

## Succese
- 1959 campion național de juniori cu Știința Timișoara
- 1963 campion național cu Steaua București
- 1966, 1967, 1969, 1973 până 1976: de 7 ori campion german cu VfL Gummersbach[6]
- 1967, 1970, 1971 și 1974: de 4 ori Cupa Campionilor Europeni cu VfL Gummersbach[6]
- 1967 - 1971: de cinci ori la rând golgheter al Bundesligăi
- 173 meciuri în Bundesliga, 1066 goluri[6]
- 338 goluri în 53 de meciuri din Cupa Campionilor Europeni[7]
- 18 meciuri cu naționala României[6]
- 98 meciuri cu naționala Germaniei, cu 484 de goluri[6]
- 3 selecționări în selecționata lumii[6]

## Distincții
- Silbernes Lorbeerblatt („Frunza de laur de argint”)[6]
- Sportplakette des Landes Nordrhein-Westfalen („Placheta sportivă a landului Renania de Nord-Westfalia”)[6]
- Kleine Goldene Stadtmedaille der Stadt Gummersbach (11 octombrie 2006) („Mica medalie de aur a orașului Gummersbach”)[6]
- Cetățean de onoare al Comunei Teremia Mare (2017)[8][6]